# Омао (Хаваји)
Омао (енгл. Omao) насељено је место за статистичке потребе у америчкој савезној држави Хаваји. По попису становништва из 2010. у њему је живело 1.301 становника.

## Демографија
Према попису становништва из 2010. у граду је живело 1.301 становника, што је 80 (6,6%) становника више него 2000. године.
| Група             | 2000.       | 2010.       |
| Белци             | 448 (36,7%) | 497 (38,2%) |
| Афроамериканци    | 2 (0,2%)    | 5 (0,4%)    |
| Азијати           | 348 (28,5%) | 339 (26,1%) |
| Хиспаноамериканци | 157 (12,9%) | 170 (13,1%) |
| Укупно            | 1.221       | 1.301       |